# Leo Tindemans
Leo Tindemans (født 16. april 1922 i Zwijndrecht, død 26. december 2014 i Edegem) var en belgisk politiker og premierminister.